# مجلة المنهل
مجلة المنهل، مجلة سعودية شهرية متخصصة تعنى بالشؤون الثقافية والأدبية والعلمية، تقدم عبد القدوس الأنصاري في تاريخ 16/ 2 /1348هـ بطلب إصدار مجلة تحمل اسم مجلة المنهل إلى أمير المدينة المنورة عبد العزيز بن إبراهيم؛ فوافق الأمير على ذلك، وبالفعل صدر صك شرعي مؤرخ في 29 /8/ 1355هـ، وبعد مرور أربعة أشهر صدر العدد الأول من المجلة في شهر ذي الحجة 1355هـ.

## بدايتها
قصة صدورها هي قصة طموح ومغامرة فردية جريئة، فقد كان عبد القدوس الأنصاري أحد الشباب المثقفين المتميزين تخرج من مدرسة العلوم الشرعية في المدينة ولازم حلقات المسجد النبوي الشريف، والمجالس الثقافية المنتشرة في المدينة ووسع ثقافته بقراءات خاصة كثيرة حيث بدت موهبته الأدبية وميوله التاريخية في سن مبكرة، وفي بداية النصف الثاني من القرن الرابع عشر الهجري، قرّر إصدار مجلة ثقافية شهرية تترجم ما يحتمل في نفسه من طموحات وطروحات أدبية، فتقدم بطلب إلى السلطات المختصة بذلك، وحصل على الموافقة، واستكتب أصدقاءه ومعارفه من الأدباء والمثقفين، وبذل جهوداً كبيرة في إعداد مادة العدد الأول وطبع منه (300) نسخة في المطبعة التي يملكها صديقاه عثمان حافظ وعلي حافظ وصدر العدد في شهر ذي الحجة عام 1355 هـ وتحمل أعباءه، وكانت مادته العلمية والثقافية والأدبية العالية، تساعده على الانتشار والتوزيع. وبعد ذلك أنشأ المؤسس مكتباً خاصاً بالمجلة في شارع الساحة وتابع إصدارها (شهرياً) حتى عام 1359 هـ، حيث ٱنتقل إلى مكة ونقل إدارتها معها وٱستمرت بالصدور فيها حتى عام 1375 هـ، حيث انتقلت إلى مدينة جدة، وما زالت تصدر فيها إلى الآن، وقد تعاقب على رئاسة تحريرها كل من مؤسسها عبد القدوس الأنصاري الذي بذل جهوداً فائقة في تمويلها وتحديثها وتطوير طباعتها حتى أصبحت من المجلات المتميزة بالمادة الثقافية، والطباعة بالصور والرسوم التوضيحية وجودة الورق وجمال الإخراج، وبعد وفاة المؤسس عام 1403 هـ، تولى رئاسة التحرير ابنه الأديب: نبيه عبد القدوس الأنصاري، الذي قفز بها قفزات واسعة وأنشأ لها (دار المنهل للصحافة والنشر) وبنى لها مبنى خاصاً شامخاً وأنيقاً في مدينة جدة، يشمل الإدارة والطباعة والتوزيع، وتصدر مجلة المنهل منذ تأسيسها في غرة كل شهر عربي، ولها عدد سنوي خاص، يتخصص في موضوع واحد، ويكتب فيه عدد من الأدباء والباحثين المتخصصين، وللمنهل إصدارات خاصة منها: كتاب موسوعة مدينة جدة وآثار المدينة المنورة وبين التاريخ والآثار ومع ابن جبير في رحلته والتاريخ المفصل للكعبة المشرفة قبل الإسلام ومع الواضح في اللغة وتاريخ بني سليم وطريق الهجرة النبوية ورواية التوأمين وكتاب الصيام وتفاسير الأحكام وهذه الكتب من تأليف مؤسس المنهل الأستاذ عبد القدوس الأنصاري وللمنهل إصدارات أخرى منها: شذرات الذهب لمؤلفه الشيخ أحمد بن إبراهيم الغزاوي وكتاب نحو نظرية للأدب الإسلامي للدكتور محمد حمدون وكتاب عبد القدوس الأنصاري شاعراً لمؤلفه الدكتور عبد الله باقازي الخ والمتتبع لمجلة المنهل في الفترة الأخيرة ومنذ تولي الأستاذ نبيه بن عبد القدوس الأنصاري رئاسة تحريرها عام 1403هـ بعد وفاة مؤسسها ورئيس تحريرها الأستاذ عبد القدوس الأنصاري في 23 جمادى الثانية 1403 هـ يلاحظ القفزة الإبداعية التي وصلت إليها المنهل وذلك في تعدد أبوابها وتنوع كتابها وتنامي إخراجها وطباعتها حتى غدت بشهادة قرائها مجلة للآداب والعلوم والثقافة، وقد بلغ مجموع ما صدر من أعداد المجلة حتى تاريخ ربيع الأول عام 1419هـ (551) عدداً خلال نحو (64) عاماً.

## أهدافها
أهم ما تصبو إليه المنهل أن توفق لتكون فاتحة عصر جديد ناضر زاهر في الأدب الحجازي الفني. وإعادة المملكة السعودية مكانتها الأدبية بين الدول العربية. واستمرت مسيرة المنهل من المدينة المنورة وإلى مكة المكرمة التي ٱنتقلت إليها ثم ٱستقرت مع مؤسسها وصاحبها ورئيس تحريرها عبد القدوس الأنصاري في مدينة جدة. استمرت مسيرة المنهل أخذة نصب أعينها الحفاظ على تعاليم الدين الإسلامي الحنيف والمحاولة الجادة في إبراز اللغة العربية الأصيلة والمحافظة عليها من أي محاولة لتشويهها أو العبث بمقوماتها ومحاولة إبراز الأديب السعودي وإيصال إنتاجه إلي متلقيه في الداخل والخارج نعم لقد جاهدت المنهل طوال مسيرتها في أن تحقق معادلة الإستمرارية متصفة بالإبداع متواكبة مع غزارة الإنتاج وسموه وجودته مع الأخذ في الاعتبار المصاعب المالية التي واجهت المسيرة والتي استطاع المؤسس أن يتخطاها طوال فترة رئاسته لتحريرها. وما استمراريتها وتجاوزها لأكثر من سبعين عاماً إلا دليلاً ملموسا على جهد وكفاح المؤسس. ومن بعده ابنه وحفيده. هذا مع ملاحظة توقف الكثير من المطبوعات المتشابهة في الداخل والخارج.

## أوليات المنهل
- أول مجلة سعودية تحتفل بيوبيلها الفضي.
- أول مجلة سعودية دعت إلى ترقيم منازل وشوارع المدن الكبرى: ( مكة المكرمة، الرياض، جدة ).
- أول مجلة سعودية أدخلت المقالات القصيرة المضغوطة في افتتاحياتها.
- أول مجلة سعودية تعنى بمواهب وتفكير الناشئين، فخصصت لهم (منهل التلميذ) ، وقد تطور إلى ( منهج التلاميذ والكتاب الناشئين)، ثم إلى (صوت النشء)، ثم إلى ( منهل الطلبة ).
- أول مجلة سعودية اهتمت بالكتابة عن القصة القصيرة ونشرها، وهي بذلك تؤرخ لبدايات القصة في الأدب السعودي.
- أول مجلة سعودية اعتنت بالنشر عن المكتبات وبالكتب الحديثة.
- أول مجلة سعودية ربطت بين الأدب السعودي والحركة الأدبية الحديثة في الجزائر عبر ما نشرته من كتابات في أعدادها الأولى عن هذه الحركة بأقلام بعض زعمائها عام 1357هـ/1938م.
- أول مجلة سعودية اهتمت بتصحيح بعض الكلمات العربية الفصيحة الخاطئة، وفي الوقت ذاته اهتمت بالخط العربي وتوضيح مزاياه والرد على بعض المغالطات حوله.
- أول مجلة سعودية اهتمت بالبحوث في الصلة بين الألفاظ العامية الدارجة في الحجاز ونجد وبين اللغة العربية الفصحى.
- أول مجلة سعودية تدخل الشعر المنثور في أعمدتها، وقد نشر الشعر المنثور فيها كل من: عبد القدوس الأنصاري، أحمد السباعي، محمد عالم الأفغاني.
- أول مجلة سعودية دعت إلى ضرورة التصنيع ففي البلاد.
- أول مجلة سعودية اهتمت بالبحوث الأثرية ونشرها.
- أول مجلة سعودية تهدي قرائها كتبًا ومنها: ( النقوش والآثار في صخور الحجاز/ للسيد أحمد شطا) ، وكتاب (المرصاد) للسيد إبراهيم هاشم فلالي. [3]

## انظر ايضاً
- مجلة الدارة
- مجلة الاصلاح

## وصلات خارجية
الموقع الرسمي لمجلة المنهل